# Eucorydia paucipilosa
Eucorydia paucipilosa är en kackerlacksart som beskrevs av Woo, Guo och P. Feng 1986. Eucorydia paucipilosa ingår i släktet Eucorydia och familjen Polyphagidae. Inga underarter finns listade i Catalogue of Life.